# قله هالت
قله هالت (به انگلیسی: Hallett Peak) یک کوه در ایالات متحده آمریکا است که در شهرستان گرند، کلرادو واقع شده‌است.